# Aegiochus beri
Aegiochus beri är en kräftdjursart som först beskrevs av Bruce 1983.  Aegiochus beri ingår i släktet Aegiochus och familjen Aegidae. Inga underarter finns listade i Catalogue of Life.